# Saint-Thurien, Eure
Saint-Thurien är en kommun i departementet Eure i regionen Normandie i norra Frankrike. Kommunen ligger i kantonen Quillebeuf-sur-Seine som tillhör arrondissementet Bernay. År 2018 hade Saint-Thurien 238 invånare.

## Befolkningsutveckling
Antalet invånare i kommunen Saint-Thurien
Referens:INSEE